# Haplochromis flavus
Haplochromis flavus är en fiskart som beskrevs av Seehausen, Zwennes och Lippitsch, 1998. Haplochromis flavus ingår i släktet Haplochromis och familjen Cichlidae. IUCN kategoriserar arten globalt som livskraftig. Inga underarter finns listade i Catalogue of Life.